# Joana de Vigo i Squella
Joana de Vigo i Squella (Ciutadella, 1779 – Ciutadella, 19 de juny 1855) va ser una enciclopedista i traductora del francès al català, procedent de l'aristocràcia. Ignorada fins al 2013, va ser l'arxiver i historiador Marc Pallicer Benejam qui en va catalogar les obres en el fons Carreras de l'Arxiu diocesà de Menorca. Aquesta troballa va ser tota una fita en els estudis de la Menorca il·lustrada. Segons Josefina Salord, qui n'ha feta palesa la rellevància:
“[l]a novetat se situa en el fet, inèdit, que es tracta d’una dona, Joana de Vigo i Esquella… pertanyent a l’aristocràcia ciutadellenca, amb la qual cosa eixampla per partida triple –de gènere, de classe i de situació geogràfica–l’abast de la Il·lustració menorquina i, amb ella, de la que va afectar el conjunta de la cultural catalana”. 
L'obra més important de Joana de Vigo i Squella és la Ifigenia a Tàurida, traducció (1801) de l'exitosa Iphigénie en Tauride de l'il·lustrat francès Claude Guimond de la Touche (1757). Aquesta traducció ha estat publicada a cura de Maria Paredes i Josefina Salord. Entre d'altres traduccions, cal assenyalar les dedicades a l'educació dels seus fills.